# Caribicus warreni
Caribicus warreni — вид веретільницеподібних ящірок родини Diploglossidae. Ендемік острова Гаїті.

## Поширення і екологія
Caribicus warreni мешкають на півночі Гаїті і Домініканської Республіки, а також на острові Тортуга. Вони живуть у вологих і сухих тропічних лісах та на плантаціях. Зустрічаються на висоті від 42 до 702 м над рівнем моря. Ведуть риючий спосіб життя.

## Збереження
МСОП класифікує цей вид як вразливий. Caribicus darlingtoni загрожує знищення природного середовища та хижацтво з боку інтродукованих тварин.